# مارك سكوت (صحفي)
مارك سكوت (بالإنجليزية: Mark Scott)‏ هو صحفي أمريكي وأسترالي، ولد في 9 أكتوبر 1962 في لوس أنجلوس في الولايات المتحدة.